# مملكة بروسيا
كانت مملكة بروسيا (بالألمانية: Königreich Preußen) مملكة ألمانية تكونت من مقاطعة بروسيا بين عامي 1701 و1918. كانت القوة الدافعة الرئيسية وراء حركة توحيد ألمانيا في عام 1871، وكانت الدولة الرائدة في القيصرية الألمانية حتى انحلالها في عام 1918. على الرغم من أنها اتخذت اسمها من المنطقة التي يطلق عليها بروسيا، إلا أنها كانت مُرْتكزة في مرغريفية براندنبورغ، حيث كانت برلين هي عاصمتها.
انحدر ملوك بروسيا من البيت الحاكم المعروف ببيت هوهنزوليرن. كانت براندنبورغ-بروسيا هي السلف الخاص بمملكة بروسيا، وقد كانت قوة عسكرية تحت قيادة فريدرش فيلهلم الذي عُرف بـ«الناخب الكبير»، وتبعها تحول بروسيا إلى دولة كُبري تزامنًا مع الوقت الذي أصبحت فيه بروسيا مملكة. واصلت بروسيا صعودها إلى السلطة تحت قيادة فريدرش الثاني، المعروف أكثر باسم فريدرش العظيم، والذي كان الابن الثالث لفريدرش فيلهلم الأول. كان لفريدرش العظيم دور جوهري في بدء حرب السنوات السبع، حيث تمكن من الصمود أمام ملكية هابسبورغ (النمسا)، وروسيا، وفرنسا، والسويد، وتمكن أيضًا من ترسيخ دور بروسيا وسط الولايات الألمانية، كما أن دوره كان أساسيًا في تأسيس بروسيا كدولة أوروبية كبرى. بعد أن انكشفت قوة بروسيا، بدأت تُعتبر قوة كبرى بين الولايات الألمانية. انطلقت بروسيا لتفوز بالعديد من المعارك والحروب على مدار المئة عام التالية. حاولت بروسيا باستمرار توحيد جميع الولايات الألمانية (باستثناء الكانتونات الألمانية في سويسرا) تحت قيادتها بسبب قوتها، ولكن التساؤل حول ما إن كانت النمسا ستندرج في مثل هذا النطاق الألماني الموحد ظل قائمًا.
بعد أن أدت الحروب النابليونية إلى تكوين الاتحاد الألماني، تسببت قضية توحيد الولايات الألمانية في اندلاع الثورة في جميع أنحاء الولايات الألمانية نظرًا لأن كل ولاية كانت تريد دستورًا خاصًا بها. استمرت محاولات إنشاء اتحاد فيدرالي في الفشل، وانهار الاتحاد الألماني في عام 1866 عندما اندلعت حرب بين بروسيا والنمسا اللتان كانتا أقوى دولتين وسط أعضاء الاتحاد. استمر اتحاد شمال ألمانيا من عام 1867 إلى عام 1871، وأنشأ اتحادًا أوثق بين الولايات المتحالفة مع بروسيا، بينما ظلت النمسا ومعظم ولايات جنوب ألمانيا مستقلة. نُظر إلى اتحاد شمال ألمانيا على أنه تحالف للقوة العسكرية في أعقاب الحرب النمساوية البروسية، وعلى الرغم من ذلك، استُخدمت العديد من قوانينه لاحقًا في القيصرية الألمانية. استمرت القيصرية الألمانية منذ عام 1871 حتى عام 1918 مع التوحيد الناجح لجميع الولايات الألمانية تحت سيطرة بروسية، كان هذا نتيجة لهزيمة نابليون الثالث في الحرب الفرنسية البروسية في الفترة ما بين عامي 1870 و1871. وحدت الحرب جميع الدول الألمانية في مواجهة عدو واحد، وهبّت مع النصر موجة غامرة من القومية التي غيرت آراء البعض من الذين كانوا ضد التوحيد. في عام 1871، توحدت ألمانيا لتشكل دولة واحدة باستثناء النمسا وسويسرا، مع بروسيا كالقوة المهيمنة في الدولة.
تُعد بروسيا الدولة الخلف للرايخ الألماني الموحد (1871-1945)، وتبعًا لذلك فهي تُعد سلفًا مباشرًا لجمهورية ألمانيا الاتحادية الخاصة بيومنا هذا. أشار الإلغاء الرسمي لبروسيا، والذي تم تنفيذه في 25 فبراير عام 1947 بمرسوم من قبل مجلس الحلفاء للرقابة، إلى تقليد مزعوم للمملكة كحاملة للسياسة العسكرية وللرجعية، وأفسح الطريق أمام الإعداد الحالي للولايات الألمانية. تركت المملكة إرثًا ثقافيًا بالغ الأهمية تروّج إليه اليوم بشكل كبير مؤسسة الإرث الثقافي البروسي، والتي أصبحت واحدة من أكبر المنظمات الثقافية في عالمنا.

## التاريخ

### التأسيس
جاء بورغراف تابع لبيت هوهنزوليرن من الجنوب حتى وصل إلى مرغريفية براندنبورغ وسيطر على المنطقة بصفته ناخبًا في عام 1415. أما في عام 1417، فقد جُعل بيت هوهنزوليرن الأمير الناخب للإمبراطورية الرومانية المقدسة.
بعد الحروب البولندية، عانت مدن منطقة البلطيق المنشأة حديثًا في الولايات الألمانية، ومن بينهم بروسيا، من الكثير من الانتكاسات الاقتصادية، حتى أن العديد من المدن البروسية لم تستطع حضور الاجتماعات السياسية خارج بروسيا. اكتسح الفقر المدن، واضطرت أكبر المدن، مدينة غدانسك، إلى اقتراض أموال من أماكن أخرى من أجل التجارة. كان الفقر في هذه المدن بسبب جيران بروسيا بشكل جزئي، نظرًا لأنهم أسسوا وطوروا احتكارًا مكنهم من السيطرة على التجارة بحيث لم تتمكن هذه المدن الجديدة من المنافسة. أدت هذه المشاكل إلى نزاعات، وحروب، ومنافسات تجارية، وأيضًا غزوات. على الرغم من ذلك، أسفر سقوط هذه المدن عن نشأة النبالة، والفصل بين الشرق والغرب، وأعطى الفرصة للطبقة الوسطى الحضرية في براندنبورغ لأن تزدهر.
كان من الواضح مدى اختلاف براندنبورغ عن الأراضي الألمانية الأخرى في عام 1440، حيث واجهت خطرين لم تقابلهما المناطق الألمانية الأخرى؛ التقسيم من الداخل والتهديد بالغزو من قبل جيرانها في الخارج. تجنبت براندنبورغ التقسيم من خلال تشريع الترتيب الآخيلي، والذي غرس مبدأ البكورية للمناطق البراندنبورغية والفرانكونية. أما مشكلة التهديد بالغزو فقد حُلت من خلال التوسع. كانت براندنبورغ محاطةً من جميع الجوانب بجيران حدودهم هي حدود سياسية لا أكثر، وعليه فإنه بإمكان أي جار لبراندنبورغ أن يهاجمها ويُفنيها في أي لحظة، ولذلك تمثلت الطريقة الوحيدة للدفاع عن نفسها في الاستحواذ على جيرانها قبل أن يُستحوَذ عليها. قامت براندنبورغ بتوسيع حدودها ببطء، ولكن بثبات، من خلال المفاوضات والزيجات، مستحوذةً على الجيران وقاضية على التهديد بالغزو.
أصبح آل الهوهنزوليرن حكام مرغريفية براندنبورغ في عام 1518، كما أنهم أمّنوا إعادة إحياء دوقية بوميرانيا بعد سلسلة من النزاعات، واكتسبوا الجزء الشرقي الخاص بها بعد صلح وستفاليا.

## الولاية

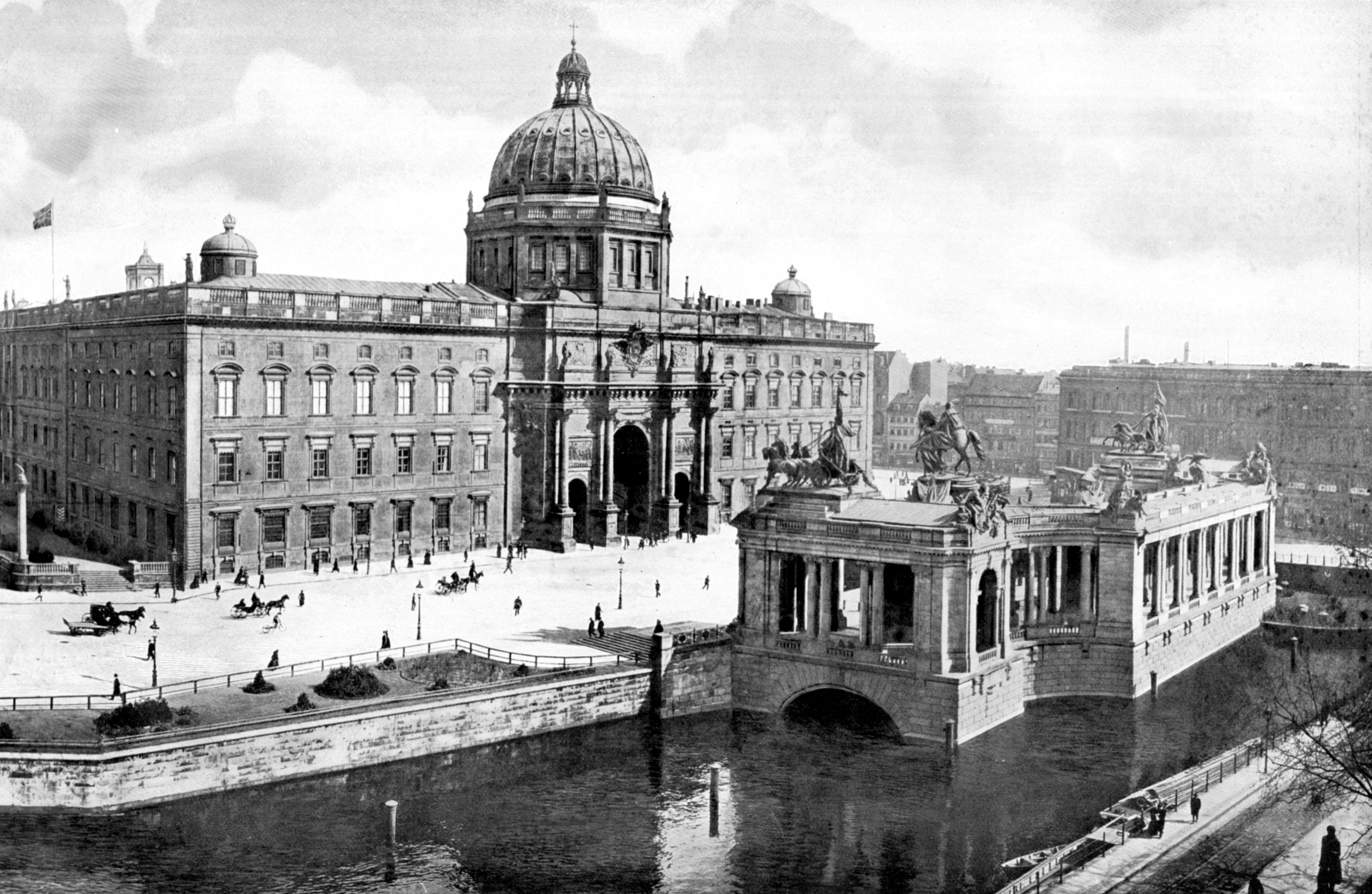
برلين، نصب تذكاري للقيصر فيلهلم الأول والمعروف أيضًا باسم "الزاوية الألمانية" (Deutsches Eck).

### الحكومة
رأت السلطة المشتركة، الإقطاعية والبيروقراطية، التي قامت عليها الملكية البروسية المطلقة، أن مصالحها منبثقة عن قمع حملة الحرية الشخصية والحقوق الديمقراطية، فتوجب عليها اللجوء إلى أساليب الشرطة. استبدلت «الدولة البوليسية»، كما وصفها أوتو هينتز، والتي تُعد دولة دستورية في شكلها البدائي، النظام الأقدم بطبقة ملّاك الأراضي الإقطاعية التي تعمل لصالح الطبقة الحاكمة.

### السياسة
كانت مملكة بروسيا ملكية مطلقة حتى الثورة الألمانية في عام 1848 في الولايات الألمانية، والتي أصبحت بروسيا من بعدها ملكية دستورية، وعُيِّن أدولف هاينريش فون أرنيم-بويتسنبرغ أول رئيس وزراء لبروسيا. تشكل برلمان من مجلسين بعد تشكيل أول دستور لبروسيا، وانتُخِب المجلس الأدنى، أو اللاندتاغ البروسي، من قبل جميع دافعي الضرائب، الذين قُسِّموا إلى ثلاث فئات (نظام الامتياز من ثلاث درجات) وفقًا لمقدار الضرائب المدفوعة. سمح هذا لما يزيد قليلاً عن 25% من الناخبين باختيار 85% من الهيئة التشريعية، وذلك مع ضمان هيمنة العناصر الأكثر ثراءً من السكان. عُيِّن المجلس الأعلى، الذي غير الملك اسمه بعد ذلك إلى مجلس اللوردات البروسي. احتفظ الملك بالسلطة التنفيذية الكاملة، وكان الوزراء مسؤولين أمامه فقط. بقيت قبضة ملاك الأراضي، اليونكرز (الإقطاعيين الأثرياء في بروسيا)، على حالها، ولاسيما في المقاطعات الشرقية. ساعدت الشرطة السرية البروسية، التي تشكلت ردًا على الثورة الألمانية في 1848 في الولايات الألمانية، الحكومة المحافظة.

### الدساتير
كان هناك دستوران أثناء وجود المملكة، دستور عام 1848 ودستور عام 1850. سن فريدرش فيلهلم الرابع دستور عام 1848 ووُضِع في حيز التنفيذ في 5 ديسمبر عام 1848، إذ وُضِع استجابة للصورة الألمانية في عام 1848. سُنّ الدستور الثاني في 31 يناير عام 1850، وعُدِّل بشكل رسمي في السنوات التالية.
صدر دستور عام 1848 تحت حكم فريدرش فيلهلم الرابع الذي تولى السلطة من والده بعد وفاته في عام 1840. حدد فيلهلم تعيينًا للجان للتشاور بشأن نقاط من مختلف الأسئلة بعد توليه السلطة. اعتقد الملك بذلك أنه يمكن أن يعكس الوحدة بدون حدوث ثورة. جمعت الحكومة جميع أعضاء مجالس المقاطعات الثماني بحذر، وقسمتهم إلى مجلسين، مجلس للوردات ومجلس آخر يشمل الولايات الثلاثة يضم الفرسان والبورغيسيس والفلاحين. اعتُبِرت هذه خطوة نحو دولة دستورية، وذلك على الرغم من عدم تمتعهم بسلطة حقيقية، وأن الملك لم يتشاور معهم أو يسمح لهم باستخدام حق النقض أو المجادلة مع الهيئات التشريعية المتشكلة. بدأت تغييرات جذرية بالحدوث، والتي عُرِفت باسم «أيام مارس». بدأ الشعب في التمرد عندما رفض الملك إضافة المجالس المتحدة إلى مؤسسة تمثيلية فعلية. اتخذ الملك قرارًا بالموافقة على بعض التنازلات في 18 مارس. حدثت بعض المواجهات مع الجنود بسبب عدم قدرته على منعهم من مهاجمة الحشود السلمية. وافق الملك في شهر مارس على مطالب أصدرها الشعب وقدم عددًا من التنازلات. وضع المؤتمر في 22 مايو عام 1848 مخططًا للدستور الجديد. قدم الشعب مسودة منقحة في 26 يوليو عام 1848. حل فريدرش الاتفاقية عندما انتهت جميع المناقشات، ووُضِع الدستور بشكل رسمي في 5 ديسمبر عام 1848.
قُسِّم الدستور إلى 105 مواد مختلفة تحت ثمانية عناوين منفصلة. تمثلت العناوين التسعة بإقليم الدولة، وحقوق البروسيين، والملك، والوزراء، والمجالس، والسلطة القضائية، والموظفين العموميين غير المنتمين إلى الطبقة القضائية، والشؤون المالية والكوميونات، والدوائر، والمقاطعات، وهيئات المقاطعات. تختلف كل مجموعة من هذه المجموعات في عدد المواد، فيحتوي القسمان السابع والتاسع على مادة واحد فقط لكل منهما، بينما يحتوي القسم الثاني على أربعين مادة منفصلة. كان هناك أيضًا أربعة عشر بندًا مقسمين إلى أحكام عامة وأحكام مؤقتة.

## الدين
سمح الدستور البروسي لعام 1850 بحرية الضمير وحرية العبادة العامة والخاصة وحرية تكوين الجمعيات في الهيئات الدينية. ذكر الدستور أن جميع الكنائس والجمعيات الدينية الأخرى يجب أن تدير كل شيء بشكل مستقل وسري عن الدولة، وأنه لا يجوز لأي جزء من الحكومة التأثير على الكنيسة. نص الدستور أيضًا على أن جميع الأطفال يجب أن يتعلموا الدين من أبناء دينهم وليس من قبل أشخاص آخرين.
ذكر الإحصاء الذي أُجري في أوائل أو منتصف القرن التاسع عشر وجود تقسيم مكون من ست ديانات في حوالي ثلاثينيات القرن التاسع عشر، فوُجِد في كل مليون نسمة 609.427.0 ممارسًا للبروتستانتية، و376.177.1 ممارسًا للكاثوليكية، و13.348.8 يهودًا متدينًا، و925.1 ممارسًا للمينوناتية، و121.4 أرثوذكسيًا يونانيًا و0.6 من المسلمين. بلغ إجمالي عدد السكان في ذلك الوقت 14.098.125 شخصًا، مما يعني أنه كان هناك حوالي 8.591.778 ممارسًا للبروتستانتية، و5.303.392 ممارسًا للكاثوليكية، و188.193 يهوديًا متدينًا، و13.042 ممارسًا للمينوناتية، و1.712 أرثوذكسيًا يونانيًا، و 8 مسلمين.

ضم الغرب وبولندا ملايين الكاثوليك، وذلك على الرغم من هيمنة البروتستانت اللوثريين (جنبًا إلى جنب مع بعض الكالفينيين). كان هناك العديد من السكان الكاثوليك في راينلاند وأجزاء من ويستفاليا. كان أغلب سكان بروسيا الغربية، ووارميا، وسيليسيا، ومقاطعة بوزنانيا في الغالب من الكاثوليكيين الناطقين بالبولندية. تكونت أغلب منطقة ماسوريا الجنوبية في شرق بروسيا من الماسوريين الألمانيين البروتستانت.

مملكة بروسيا في أقصى اتساع لها